# Compton's O.G.
Compton's O.G. è il dodicesimo album in studio del rapper statunitense MC Eiht ed il terzo realizzato insieme al suo gruppo Compton's Most Wanted, pubblicato nel 2006.

## Tracce
1. Intro
2. Robbery
3. Get With Me
4. Classic
5. Want 2 Ride (featuring Fingazz)
6. Mashing
7. So Hood
8. Here She Comes
9. She's So Freaky
10. Skit
11. Underground
12. Fake Niggaz
13. Where You From
14. Can't Hang With Us
15. Murder (featuring Stomper (Soldier Ink))
16. Skit
17. Music 2 Gangbang (featuring Mr. Criminal)
18. Hi Power Mega Mixx